# Miss You Much
"Miss You Much" là một bài hát của nghệ sĩ thu âm người Mỹ Janet Jackson nằm trong album phòng thu thứ tư của cô, Janet Jackson's Rhythm Nation 1814 (1989). Nó được phát hành vào ngày 22 tháng 8 năm 1989 như là đĩa đơn đầu tiên trích từ album bởi A&M Records. Ngoài ra, bài hát còn xuất hiện trong nhiều album tuyển tập của nữ ca sĩ, như Design of a Decade: 1986–1996 (1995), Number Ones (2009) và Icon: Number Ones (2010). Bài hát được đồng viết lời và sản xuất bởi bộ đôi nhà sản xuất Jimmy Jam & Terry Lewis, những cộng tác viên quen thuộc xuyên suốt sự nghiệp của Jackson, bên cạnh sự tham gia hỗ trợ sản xuất từ nữ ca sĩ. Được lấy cảm hứng dựa trên nội dung của một lá thư Jam nhận được từ một trong những người bạn gái cũ của ông, "Miss You Much" là một bản dance-pop và new jack swing mang nội dung đề cập đến nỗi nhớ của một cô gái với người yêu của mình, và dường như cô không hề cảm thấy lo ngại khi thổ lộ điều đó với những người xung quanh.
Sau khi phát hành, "Miss You Much" nhận được những phản ứng tích cực từ các nhà phê bình âm nhạc, trong đó họ đánh giá cao giai điệu hấp dẫn và quá trình sản xuất hiệu quả của Jam và Lewis, đồng thời gọi đây là một sự lựa chọn lý tưởng để phát hành làm đĩa đơn đầu tiên cho album. Ngoài ra, bài hát còn gặt hái nhiều giải thưởng và đề cử tại những lễ trao giải lớn, bao gồm chiến thắng tại giải thưởng Âm nhạc Mỹ năm 1990 cho Đĩa đơn Soul/R&B được yêu thích nhất và Đĩa đơn Dance được yêu thích nhất cũng như một đề cử giải Grammy cho Trình diễn giọng R&B nữ xuất sắc nhất tại lễ trao giải thường niên lần thứ 32. "Miss You Much" cũng tiếp nhận những thành công đáng ghi nhận về mặt thương mại với việc lọt vào top 10 ở một số quốc gia trên thế giới, bao gồm những thị trường nổi bật như Canada và New Zealand. Tại Hoa Kỳ, nó đạt vị trí số một trên bảng xếp hạng Billboard Hot 100 trong bốn tuần liên tiếp, trở thành đĩa đơn quán quân thứ hai trong sự nghiệp của Jackson tại đây.
Video ca nhạc cho "Miss You Much" được đạo diễn bởi Dominic Sena như là một phần của tác phẩm video hình thái dài Rhythm Nation 1814, trong đó bao gồm những cảnh Jackson và nhiều vũ công cùng nhau nhảy múa ở một nhà xưởng. Nó đã nhận được một đề cử tại giải Brit năm 1990 ở hạng mục Video ca nhạc xuất sắc nhất và cùng với video cho những đĩa đơn khác từ album giúp nữ ca sĩ được vinh danh tại giải Video âm nhạc của MTV năm 1990 ở hạng mục giải thưởng Tiên phong. Ngoài ra, vũ đạo và hình thức sử dụng ghế trong video cũng được coi là biểu tượng trong nền văn hóa đại chúng và được tham chiếu bởi nhiều nghệ sĩ khác nhau, như Britney Spears, Backstreet Boys, Pink, Usher và Mýa. Kể từ khi phát hành, bài hát đã được hát lại và sử dụng làm nhạc mẫu bởi nhiều nghệ sĩ, bao gồm "Weird Al" Yankovic, 50 Cent, Akon và Robin Thicke, cũng như xuất hiện trong những tác phẩm điện ảnh và truyền hình, như 200 Pounds Beauty, Southside with You và Ghost Dad.

## Danh sách bài hát
| - Đĩa 7" tại châu Âu 1. "Miss You Much" (bản 7" chỉnh sửa) – 3:54 2. "You Need Me" – 4:34 - Đĩa 12" tại châu Âu 1. "Miss You Much" (Mama phối) – 7:20 2. "Miss You Much" (Sing It Yourself phối) – 4:16 3. "Miss You Much" (Oh I Like That phối) – 4:56 4. "You Need Me" – 4:34 | - Đĩa CD tại Anh quốc 1. "Miss You Much" (bản 7" chỉnh sửa) – 3:54 2. "Miss You Much" (Mama phối) – 7:20 3. "You Need Me" – 4:34 - Đĩa CD tại Hoa Kỳ 1. "Miss You Much" (bản 7" chỉnh sửa) – 3:54 2. "You Need Me" – 4:34 3. "Miss You Much" (Mama phối) – 7:20 4. "Miss You Much" (Oh I Like That phối) – 4:56 |

## Xếp hạng
| Bảng xếp hạng (1989-90)                  | Vị trí cao nhất |
| ---------------------------------------- | --------------- |
| Úc (ARIA)                                | 12              |
| Bỉ (Ultratop 50 Flanders)                | 21              |
| Canada (RPM)                             | 2               |
| Canada Dance/Urban (RPM)                 | 1               |
| Phần Lan (Suomen virallinen lista)       | 20              |
| Pháp (SNEP)                              | 66              |
| Đức (Official German Charts)             | 16              |
| Ireland (IRMA)                           | 22              |
| Ý (FIMI)                                 | 31              |
| New Zealand (Recorded Music NZ)          | 2               |
| Thụy Sĩ (Schweizer Hitparade)            | 20              |
| Anh Quốc (OCC)                           | 22              |
| Hoa Kỳ Billboard Hot 100                 | 1               |
| Hoa Kỳ Dance Club Songs (Billboard)      | 1               |
| Hoa Kỳ Hot R&B/Hip-Hop Songs (Billboard) | 1               |

| Bảng xếp hạng (1989)                 | Vị trí |
| ------------------------------------ | ------ |
| Australia (ARIA)                     | 85     |
| Canada (RPM)                         | 16     |
| Canada Dance/Urban (RPM)             | 5      |
| US Billboard Hot 100                 | 5      |
| US Hot Dance Club Songs (Billboard)  | 8      |
| US Hot R&B/Hip-Hop Songs (Billboard) | 22     |

| Bảng xếp hạng (1980-89) | Vị trí |
| ----------------------- | ------ |
| US Billboard Hot 100    | 38     |

| Bảng xếp hạng                | Vị trí |
| ---------------------------- | ------ |
| US Billboard Hot 100         | 216    |
| US Billboard Hot 100 (Women) | 70     |

## Chứng nhận
| Quốc gia                                                                           | Chứng nhận | Số đơn vị/doanh số chứng nhận |
| ---------------------------------------------------------------------------------- | ---------- | ----------------------------- |
| Canada (Music Canada)                                                              | Vàng       | 0^                            |
| Hoa Kỳ (RIAA)                                                                      | Bạch kim   | 1.000.000^                    |
| * Chứng nhận dựa theo doanh số tiêu thụ. ^ Chứng nhận dựa theo doanh số nhập hàng. |            |                               |